# Martin Senekovič
Martin Senekovič,  slovenski učitelj in pisatelj, * 1837, Zgornja Ščavnica, Slovenija † 23. oktober 1919, Zagreb, Hrvaška.

## Življenje in delo
Martin Senekovič je bil rojen leta 1837 na  Zgornji Ščavnici v Občini Sveta Ana. Osnovno šolo je obiskoval v domačem kraju, gimnazijo pa v Mariboru (1851–1854) in v Varaždinu (1855–1858). Študij je nadaljeval na univerzi v Gradcu. Od leta 1863 do leta 1867 je poučeval latinski, grški, nemški in hrvaški jezik ter zgodovino v Varaždinu, od leta 1867 dalje pa je bil profesor v Vinkovcih ter hkrati vodil ravnateljske posle. Svojo kariero je nadaljeval kot ravnatelj nove gimnazije v Gospiću in zatem ravnatelj ženskega liceja v Zagrebu.